# Blatta lateralis
La cucaracha de Turquestán  (Blatta lateralis) es una cucaracha que habita principalmente al aire libre, nativa de un área desde el norte de África hasta Asia Central. Los adultos miden alrededor de 3 cm (1,2 pulgadas) de largo. Los machos adultos son de color marrón anaranjado o rojo, son delgados y tienen alas largas y amarillentas que les permiten atraer a las hembras y planear. Las hembras adultas son de color marrón oscuro a negro, con marcas de color crema en el escudo y una raya de color crema bordeando sus alas; son más anchos que los machos y tienen alas vestigiales cortas. Las ninfas son marrones por delante, negras por detrás y no tienen alas.

## Hábitat
La cucaracha de Turkestán es principalmente un insecto al aire libre, no conocido como una plaga agresiva en interiores, a diferencia de algunas especies de cucarachas como las cucarachas alemanas y de bandas marrones, aunque habitará áreas alrededor de viviendas donde se puede encontrar refugio. Sin embargo, en localidades específicas o lugares tropicales, puede convertirse en una plaga de interior importante. De los intrusos ocasionales en interiores, los machos son más comunes que las hembras, debido a su capacidad para volar y su atracción por las luces. En Arabia, vive debajo de las piedras en huecos húmedos, granjas del desierto y wadis, y se alimenta principalmente de noche.

## Distribución
La especie se encuentra en Asia central, las montañas del Cáucaso y el noreste de África. Se puede encontrar en toda el área de Afganistán, Azerbaiyán, Egipto, India, Irán, Irak, Israel, Jordania, Cachemira, Libia, Palestina, Pakistán, Arabia Saudita, Sudán, los Emiratos Árabes Unidos y los Estados Unidos (como plaga).

## Introducción en Estados Unidos
La cucaracha de Turkestán se notó por primera vez en los EE. UU. en 1978, alrededor del antiguo depósito del ejército de Sharpe en California, seguida poco después por apariciones en Fort Bliss en Texas y varias otras bases militares. Los investigadores creen que la especie llegó en equipo militar que regresaba de Asia central, quizás Afganistán. Desde entonces, la especie ha ido reemplazando rápidamente a la cucaracha oriental común (Blatta orientalis) en las áreas urbanas del suroeste de los EE. UU., «como la especie peridoméstica más importante», con la ventaja de poner más huevos y madurar más rápidamente que la cucaracha oriental.«Por lo general, habitan en contenedores enterrados, como medidores de agua, riego y cajas eléctricas, elevaciones de concreto, grietas y hendiduras, y paredes de bloques huecos». Están bien establecidos en el suroeste y partes del sureste, y se han informado en el noreste. Se ha establecido en California.

## Imágenes adicionales

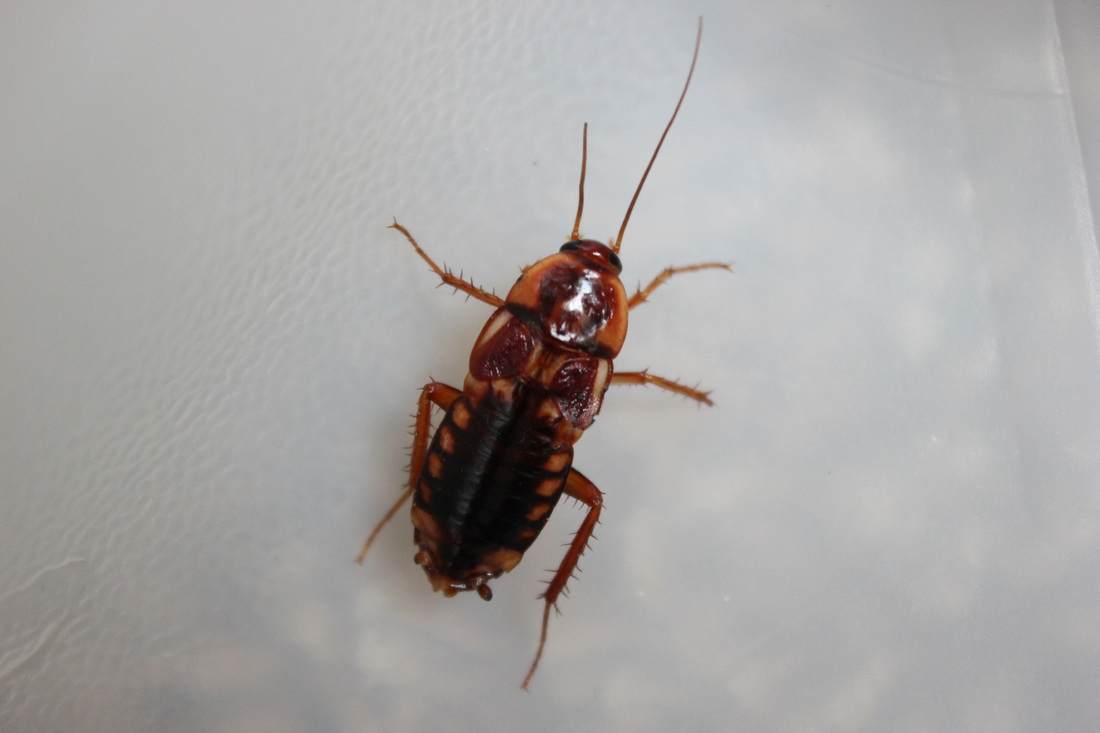
Una hembra adulta de color claro no tan saludable
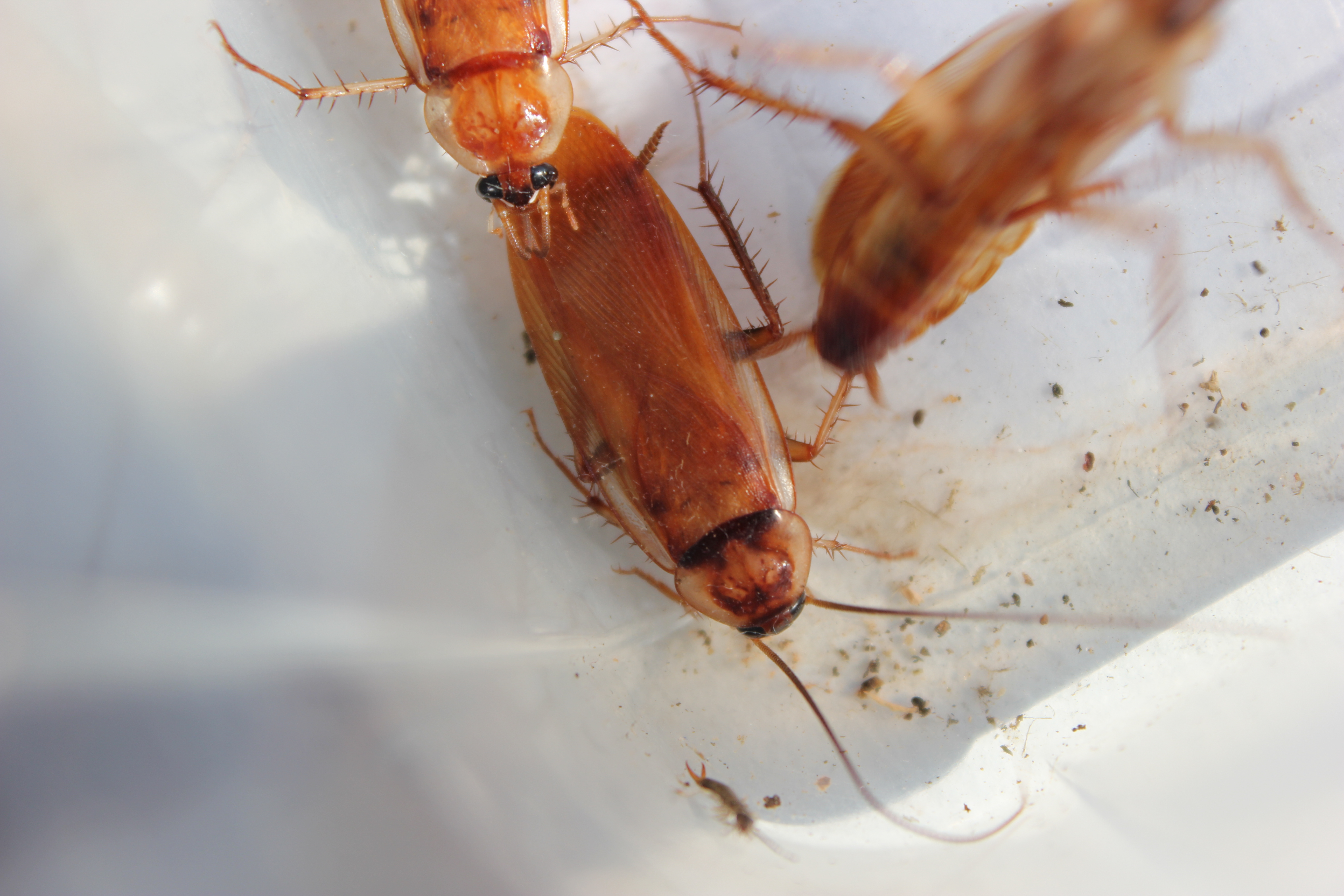
macho adulto
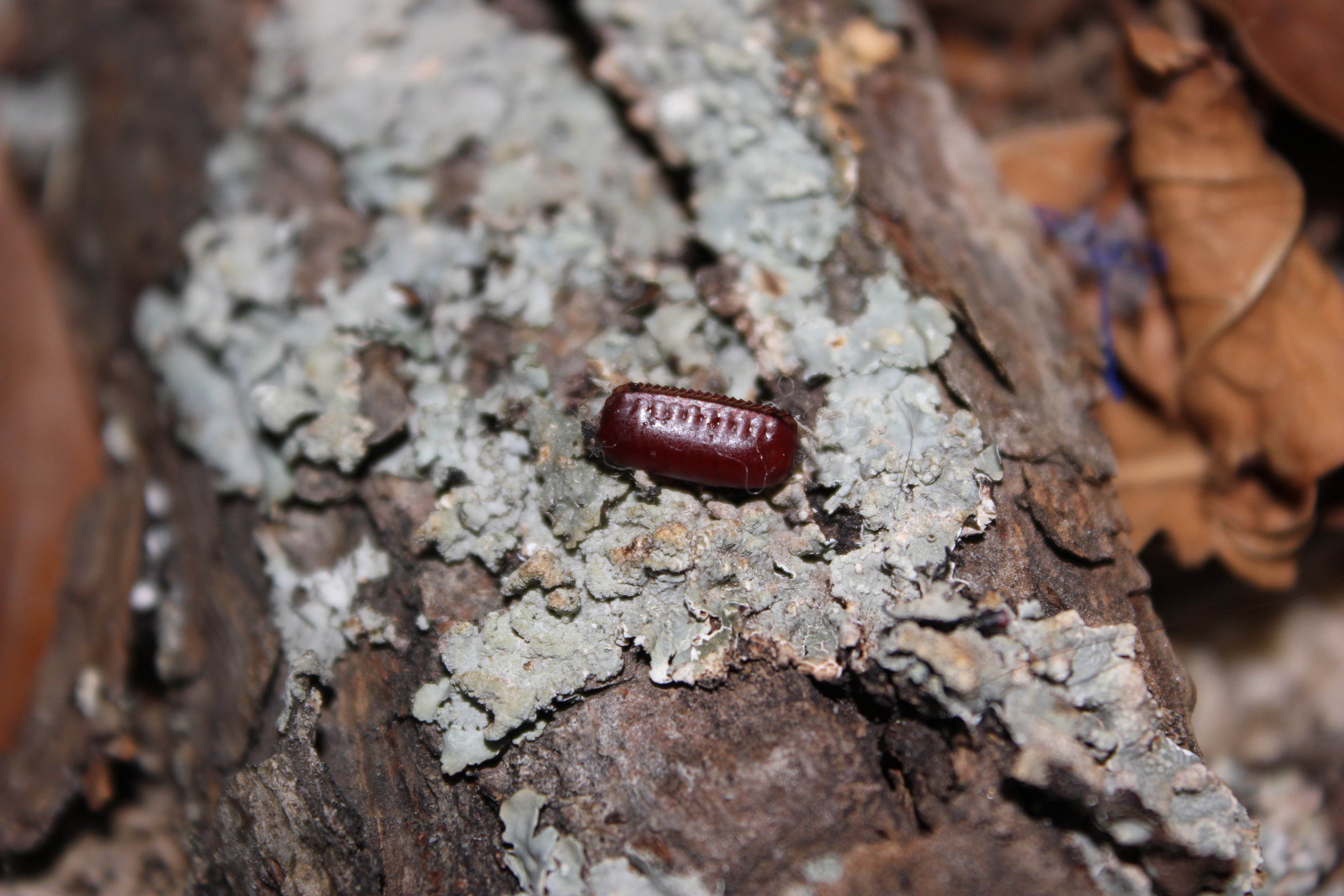
Ootheca
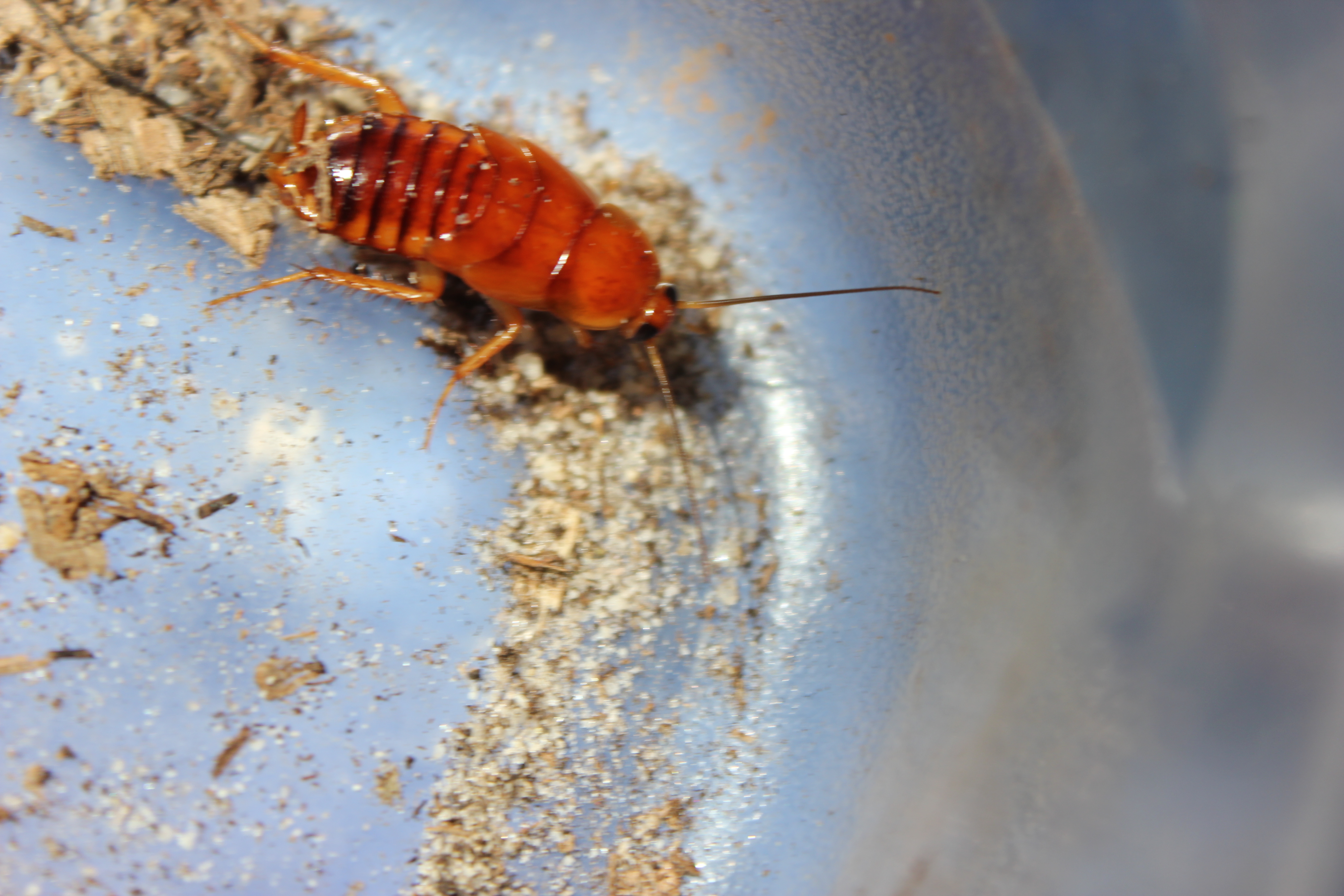
Ninfa de cucaracha de Turkestán macho subadulto
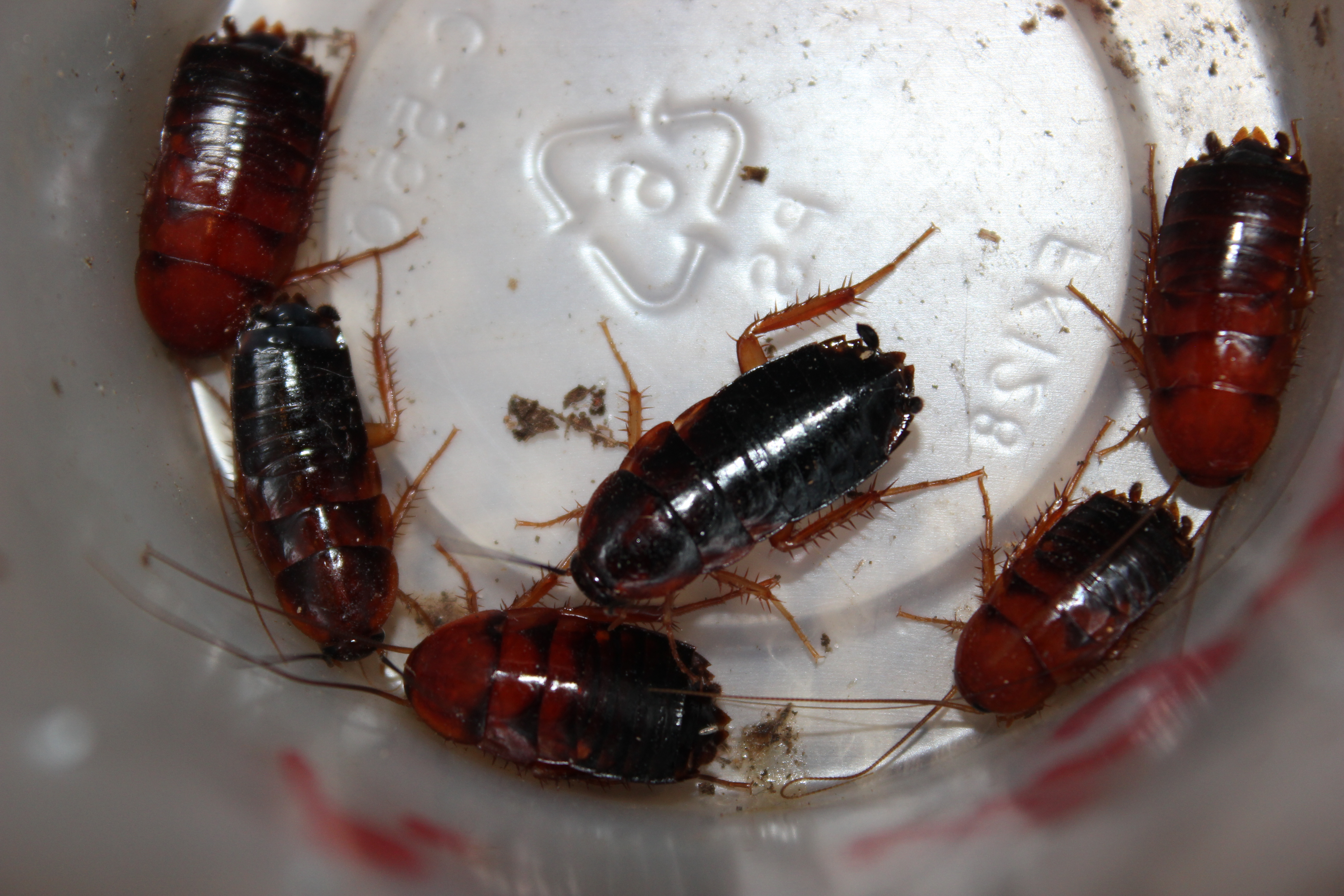
Ninfas hembras de cucaracha de Turkestán. Observe la variación en el color y los patrones.
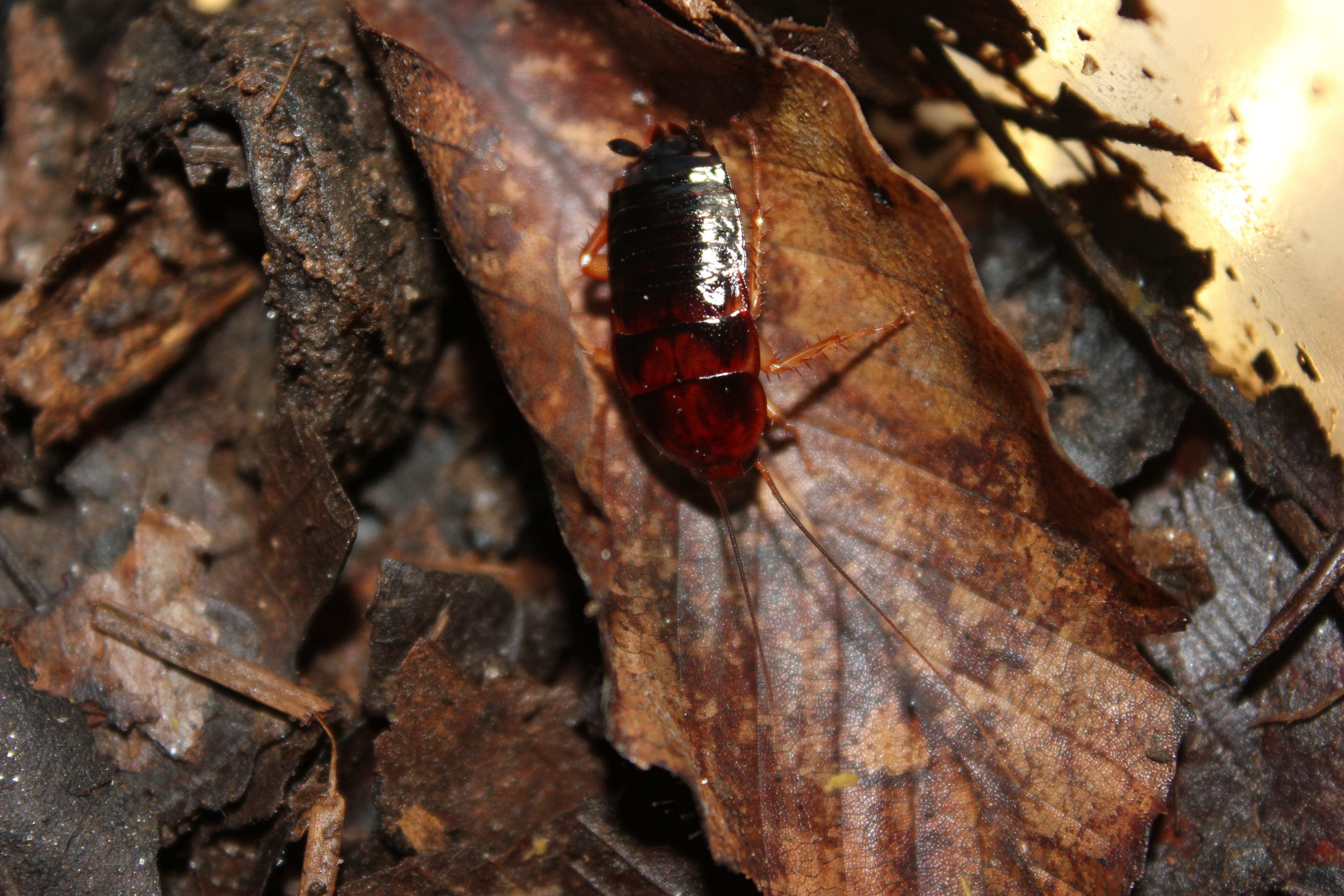
ninfa
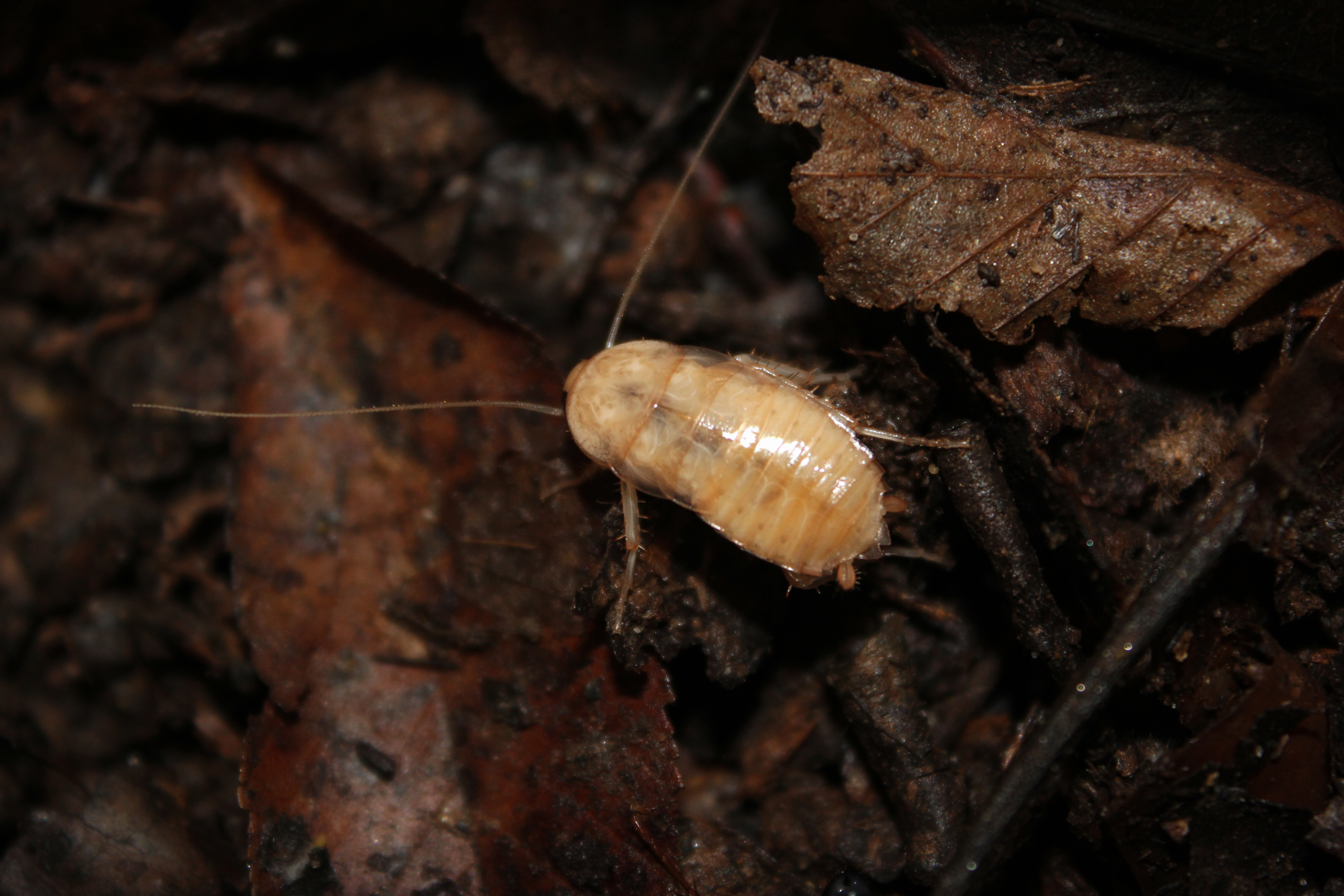
Una ninfa recién mudada.